# Gérardmer
Gérardmer je francouzská obec v departementu Vosges v regionu Grand Est. V roce 2011 zde žilo 8 561 obyvatel. Je centrem kantonu Gérardmer.

## Vývoj počtu obyvatel
Počet obyvatel 